# Hans-Georg Mannaberg
Hans-Georg Mannaberg, né le 24 décembre 1912 à Rixdorf et mort le 18 août 1942 à la prison de Plötzensee à Berlin, est un typographe allemand et militant communiste qui s’est illustré dans la résistance au nazisme, notamment au sein du groupe d'Herbert Baum.

## Biographie
Typographe de métier, Mannaberg appartient sous la république de Weimar à la ligue des jeunes communistes d’Allemagne.
Après la Machtergreifung, la prise du pouvoir par les nazis, il participe activement à la résistance communiste au régime, et travaille étroitement avec Hilde Jadamowitz, Werner Steinbrink et Hans-Georg Vötter. Il est arrêté en 1938 et emprisonné dans le camp de concentration de Sachsenhausen. Libéré au bout d'un an et demi, il continue néanmoins dans la résistance.
Après l’éclatement de la Seconde Guerre mondiale, il tire parti de son travail dans une imprimerie pour se procurer des caractères typographiques et du papier. Avec ses amis résistants, il fabrique des papillons adhésifs avec la mention « Hitler nous conduit au charnier », qu’ils déposent sur des lieux de travail et dans des cabines téléphoniques, ou qu’ils collent sur des murs ou des clôtures.
À la suite de feux allumés le 18 mai 1942 par le groupe de résistants principalement juifs d'Herbert Baum autour des locaux d'une exposition de propagande anticommuniste organisée par le NSDAP, Das Sowjetparadies (Le Paradis soviétique), Mannaberg est arrêté, condamné à mort et exécuté par décapitation le 18 août 1942 ainsi que les autres membres du groupe : Irene Walther, Hildegard Jadamowitz, Werner Steinbrink, Gerhard Mayer, Suzanne Wesse, Heinz Joachim, Sala Kochmann, et Marianne Baum (Herbert Baum fut assassiné durant sa détention). Les autorités interdirent à la presse de parler de la destruction partielle de l'exposition dans l'incendie et aucune information ne filtra sur l'action d'éclat du groupe Baum et le sort de ses membres.

## Source
- (de) Cet article est partiellement ou en totalité issu de l’article de Wikipédia en allemand intitulé « Hans-Georg Mannaberg » (voir la liste des auteurs).